# Guatemala hadereje
Guatemala hadereje a szárazföldi erőkből, a légierőből és a haditengerészetből áll.

## Fegyveres erők létszáma
- Aktív: 31 400 fő
- Tartalékos: 36 000 fő

## Szárazföldi erők
Létszám
29 200 fő
Állomány
- 26 gyalogos század
- 1 kiképző zászlóalj
- 7 páncélos század
- 1 felderítő század
- 1 tüzér osztály
- 2 ejtőernyős zászlóalj
- 5 kisegítő zászlóalj
- 1 Elnöki Gárda zászlóalj
- 1 műszaki zászlóalj

Tartalék
- 19 gyalogos zászlóalj

Felszerelés
- 18 db felderítő harcjármű
- 50 db páncélozott szállító jármű
- 76 db vontatásos tüzérségi löveg

## Légierő
Létszám
700 fő
Felszerelés
- 10 db harci repülőgép
- 12 db szállító repülőgép
- 12 db harci helikopter
- 15 db szállító helikopter

## Haditengerészet
Létszám
1500 fő
Hadihajók
- 9 db járőrhajó

Tengerészgyalogság
- 2 zászlóalj